# Rokot

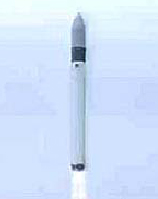
Imagen del lanzamiento de un cohete Rokot.

El Rokot (Ро́кот en cirílico), también conocido como Rockot, es un cohete ligero ruso en tres etapas. Basado en el misil intercontinental RS-18B (UR-100N) llamado SS-19 mod 2 "Stiletto" por la OTAN. Rokot en lengua rusa significa rugido.

## Contexto

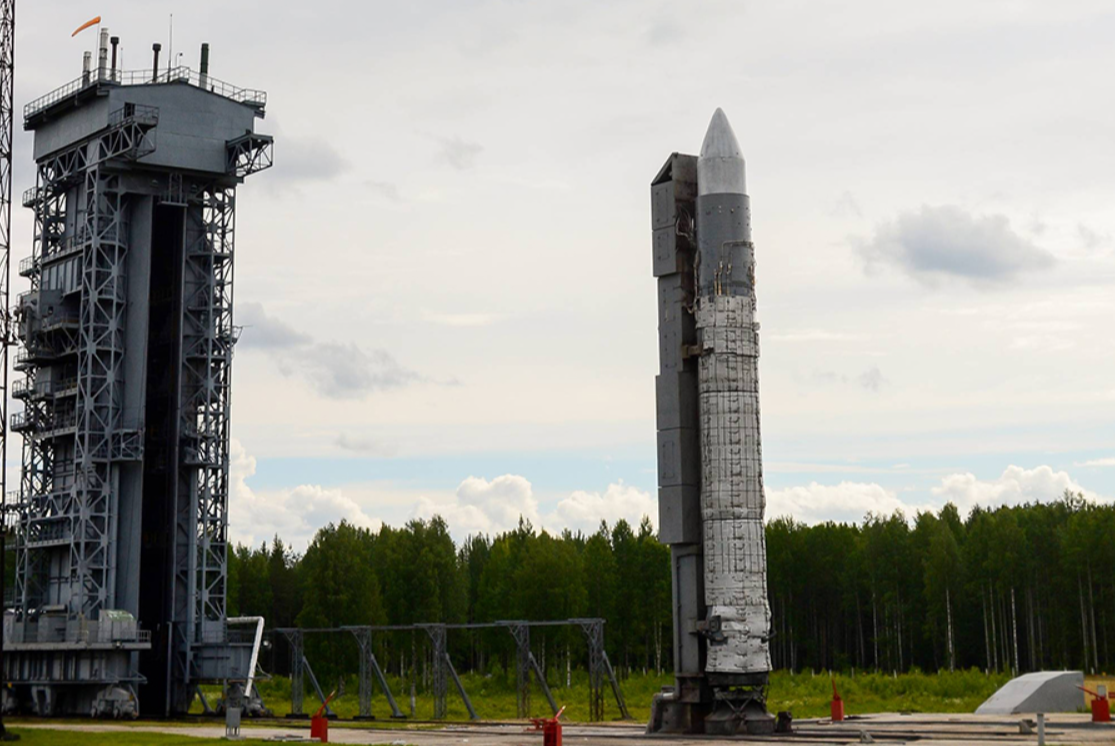
Preparando el cohete Rokot para su lanzamiento. Cosmódromo de Plesetsk

El Rokot tiene un peso inicial de 107 toneladas y mide 29 metros de altura por 2.5 m de diámetro en su parte más ancha. Puede entregar hasta 2150 kg en altitudes de órbita circular de 200 km a una inclinación de 63° desde el Cosmódromo de Plesetsk. La sociedad Eurockot comercializa sus lanzamientos. La primera etapa dura hasta los 60 km de elevación (121 segundos). A los 119 km (186 segundos) se realiza la expulsión de la cofia. Finalmente, después de cinco minutos (304 s) finaliza la segunda etapa a los 211 km. Finalmente en la tercera etapa, se entrega la carga. Todas las etapas utilizan 1,1-dimetilhidrazina como combustible. Como parte del programa en marcha para substituir las importaciones de equipo para fabricación de equipo militar, Rusia anunció que reemplazaría el Rokot por el  Angara y el Soyuz en el año 2016.

## Historial de lanzamientos
Los primeros lanzamientos experimentales del Rokot fueron a principios de los años 90, mientras que la primera misión exitosa fue la entrega de un satélite de radio el 26 de diciembre de 1994. Desde entonces se han lanzado más de 20 misiones de las cuales dos han fallado en su entrega. Si bien sus tres primeras misiones partieron desde Baikonur, desde 1999 la totalidad de los vuelos del Rokot salen desde Plesetsk.

### Tabla de lanzamientos
| Fecha (UTC)                     | Tipo          | Sitio de lanzado    | Carga útil                                                                            | Tipo de carga útil | Notas |
| ------------------------------- | ------------- | ------------------- | ------------------------------------------------------------------------------------- | --- | --- |
| 20 de noviembre de 1990, 04:00  | Rokot/Briz-K  | Ba LC131            | –                                                                                     | Carga experimental | Suborbital, éxito |
| 20 de diciembre de 1991, 21:31  | Rokot/Briz-K  | Ba LC175/1          | –                                                                                     | Carga experimental | Suborbital, éxito |
| 26 de diciembre de 1994, 03:01  | Rokot/Briz-K  | Ba LC175/1          | Radio-ROSTO                                                                           | Satélite de radioaficionado | Éxito, primera misión orbital |
| 22 de diciembre de 1999         | Rokot/Briz-K  | Pl LC133            | RSVN-40                                                                               | Carga experimental | No lanzado, cohete irreparablemente dañado durante la preparación |
| 16 de mayo de 2000, 08:27       | Rokot/Briz-KM | Pl LC133            | SimSat-1 y 2                                                                          | Maquetas de satélite Iridium | Éxito |
| 17 de marzo de 2002, 09:21      | Rokot/Briz-KM | Pl LC133            | GRACE-1 and 2                                                                         | Satélite de investigación | Éxito |
| 20 de junio de 2002, 09:33      | Rokot/Briz-KM | Pl LC133            | Iridium -97 y 98                                                                      | Satélites de comunicaciones | Éxito |
| 30 de junio de 2003, 14:15      | Rokot/Briz-KM | Pl LC133            | MIMOSA, DTUsat, MOST, Cute-I, QuakeSat, AAU CubeSat, CanX-1, Cubesat XI-IV, Monitor-E | Satélites NLS y Monitor-E | Éxito |
| 30 de octubre de 2003, 13:43    | Rokot/Briz-KM | Pl LC133            | SERVIS-1                                                                              | Satélite de prueba japonesa | Éxito |
| 26 de agosto de 2005, 18:34     | Rokot/Briz-KM | Pl LC133            | Monitor-E1                                                                            | Satélite de observación terrestre | Éxito |
| 8 de octubre de 2005, 15:02     | Rokot/Briz-KM | Pl LC133            | CryoSat                                                                               | Satélite de observación terrestre | Fallo, el lanzamiento finalizó después de que la segunda etapa del motor principal no se apagó correctamente, lo que provocó una explosión, y el vehículo superó su límite de sobrevuelo y provocó la finalización automática del lanzamiento y el reingreso de la segunda etapa combinada de Rokot / tercera etapa / CryoSat pila de naves espaciales |
| 28 de julio de 2006, 07:05      | Rokot/Briz-KM | Pl LC133/3          | KOMPSAT 2                                                                             | Satélite de observación terrestre | Éxito |
| 23 de mayo de 2008, 15:20       | Rokot/Briz-KM | Pl LC133/3          | Kosmos 2437 Kosmos 2438 Kosmos 2439 (3X Strela-3) Yubileiny                           | Comunicaciones y satélites de radioaficionado                                                                                               | Éxito |
| 17 de marzo de 2009, 14:21      | Rokot/Briz-KM | Pl LC133/3          | GOCE                                                                                  | Satélite de observación terrestre | Éxito |
| 6 de julio de 2009, 01:26       | Rokot/Briz-KM | Pl LC133/3          | Kosmos 2451 Kosmos 2452 Kosmos 2453 (3X Strela-3)                                     | Satélites de comunicaciones | Éxito |
| 2 de noviembre de 2009, 01:50   | Rokot/Briz-KM | Pl LC133/3          | SMOS, PROBA-2                                                                         | SMOS: satélite de observación terrestre de la ESA; PROBA-2: el satélite de observación del sol prueba una nueva plataforma de nave espacial | Éxito |
| 2 de junio de 2010, 01:59       | Rokot/Briz-KM | Pl LC133/3          | SERVIS-2                                                                              | Satélite de prueba japonesa | Éxito |
| 8 de septiembre de 2010, 03:30  | Rokot/Briz-KM | Pl LC133/3          | Gonets-M-2 Kosmos 2467 Kosmos 2468 (2X Strela-3)                                      | Satélites de comunicaciones | Éxito |
| 1 de febrero de 2011, 14:00     | Rokot/Briz-KM | Pl LC133/3          | Geo-IK-2 No.11                                                                        | Satélite geodésico | Fallo, mal funcionamiento de la etapa superior, alcanzó una órbita más baja de lo planeado. |
| 28 de julio de 2012, 01:35      | Rokot/Briz-KM | Pl LC133/3          | Gonets-M-3 Gonets-M-4 Kosmos 2481 (Strela-3) MiR                                      | Comunicaciones y satélites de radioaficionado                                                                                               | Éxito |
| 15 de enero de 2013, 16:25      | Rokot/Briz-KM | Pl LC133/3          | Kosmos 2482 Kosmos 2483 Kosmos 2484 (3X Strela-3M)                                    | Satélites de comunicaciones | Éxito parcial, Briz-KM falló en el momento de la separación de la nave espacial, lo que ocasionó la pérdida de un satélite |
| 11 de septiembre de 2013, 23:23 | Rokot/Briz-KM | Pl LC133/3          | Gonets-M-5 Gonets-M-6 Gonets-M-7                                                      | Satélites de comunicaciones | Éxito |
| 22 de noviembre de 2013, 12:02  | Rokot/Briz-KM | Pl LC133/3          | Swarm A/B/C                                                                           | Satélites de investigación de la magnetosfera                                                                                               | Éxito |
| 25 de diciembre de 2013, 00:31  | Rokot/Briz-KM | Pl LC133/3          | Kosmos 2488 Kosmos 2489 Kosmos 2490 (3X Strela-3M)                                    | Satélites de comunicaciones | Éxito |
| 23 de mayo de 2014, 05:27       | Rokot/Briz-KM | Pl LC133/3          | Kosmos 2496 Kosmos 2497 Kosmos 2498 (3X Strela-3M)                                    | Satélites de comunicaciones | Éxito |
| 3 de julio de 2014, 12:43       | Rokot/Briz-KM | Pl LC133/3          | Gonets-M-8 Gonets-M-9 Gonets-M-10                                                     | Satélites de comunicaciones | Éxito |
| 31 de marzo de 2015, 13:47      | Rokot/Briz-KM | Pl LC133/3          | Gonets-M-11 Gonets-M-12 Gonets-M-13                                                   | Satélites de comunicaciones | Éxito |
| 23 de septiembre de 2015, 22:00 | Rokot/Briz-KM | Pl LC133/3          | Kosmos 2507 Kosmos 2508 Kosmos 2509 (3X Strela-3M)                                    | Satélites de comunicaciones | Éxito |
| 16 de febrero de 2016, 17:57    | Rokot/Briz-KM | Pl LC133/3          | Sentinel-3A                                                                           | Satélite de observación terrestre | Éxito |
| 4 de junio de 2016, 14:00       | Rokot/Briz-KM | Pl LC133/3          | Kosmos 2517 (Geo-IK-2 No.12)                                                          | Satélite geodésico | Éxito |
| 13 de octubre de 2017, 09:27    | Rokot/Briz-KM | Plesetsk Site 133/3 | Sentinel-5 Precursor                                                                  | Satélite de observación terrestre | Éxito |
| 25 de abril de 2018             | Rokot/Briz-KM | Plesetsk Site 133/3 | Sentinel-3B                                                                           | Satélite de observación terrestre | Éxito |
| 30 de noviembre de 2018         | Rokot/Briz-KM | Plesetsk Site 133/3 | Kosmos 2530 Kosmos 2531 Kosmos 2532 (3X Strela-3M)                                    | Satélites de comunicaciones | Éxito |
| 30 de agosto de 2019            | Rokot/Briz-KM | Plesetsk Site 133/3 | Kosmos 2540 (Geo-IK-2 No.13)                                                          | Satélite geodésico | Éxito |
| 26 de diciembre de 2019, 23:12  | Rokot/Briz-KM | Plesetsk Site 133/3 | Gonets-M                                                                              | Satélites de comunicaciones y geodesia | Éxito, vuelo final del Rokot |